# Seldovia
Seldovia is een plaats (city) in de Amerikaanse staat Alaska en valt bestuurlijk gezien onder Kenai Peninsula Borough. De plaats is niet aangesloten op het wegennet en is daardoor alleen bereikbaar via water en het nabijgelegen vliegveld.

## Demografie
Bij de volkstelling in 2000 werd het aantal inwoners vastgesteld op 286.
In 2006 is het aantal inwoners door het United States Census Bureau geschat op 303, een stijging van 17 (5.9%).

## Geografie
Volgens het United States Census Bureau beslaat de plaats een oppervlakte van
1,5 km², waarvan 1,0 km² land en 0,5 km² water.

## Plaatsen in de nabije omgeving
De onderstaande figuur toont nabijgelegen plaatsen in een straal van 32 km rond Seldovia.